# لائورا آدانی
لائورا آدانی (ایتالیایی: Laura Adani؛ ‏ ۷ اکتبر ۱۹۱۳ – ۳۰ اوت ۱۹۹۶) بازیگر اهل ایتالیا بود. او از نیمه دوم دهه ۱۹۳۰، با سبک بی‌نظیر بیانی و پرشور خود به بازی در نمایش‌های معاصر پرداخت. آدانی در سال ۱۹۸۱ از دنیای بازیگری کناره‌گیری کرد.
از فیلم‌ها یا برنامه‌های تلویزیونی که وی در آن نقش داشته‌است، می‌توان به بورسالینو و گرگ و بره اشاره کرد.